# Alexander Kamp
Alexander Kamp Egested, 14 de dezembro de 1993, é um ciclista dinamarquês, membro da equipa Trek-Segafredo.

## Biografia
No fim de 2015 assina um contrato com a formação Stölting Service Group.
Em 2017 está seleccionado para participar aos Campeonato Europeu de Ciclismo em Estrada.

## Palmarés
- 2009
  -  Medalha de ouro da corrida on-line no Festival olímpico da juventude europeia
- 2010
  - 1.ª e 2. ª etapas da Bikebuster Cup
  - 4. ª etapa da Volta de Hammelfart juniores
  - 2. ª etapa b de Liège-La Gleize
  - 2.º da Bikebuster Cup
- 2011
  - Liège-La Gleize :
    - Classificação geral
      - 1.ª etapa

  - Três Dias de Axel :
    - Classificação geral
      - 3. ª etapa

  - 2.º do campeonato da Dinamarca do contrarrelógio por equipas juniores
- 2013
  - Grande Prêmio da cidade de Nogent-sur-Oise
  - 2.º do campeonato da Dinamarca em estrada esperanças
- 2015
  - Skive-Løbet
  - Grande Prêmio Horsens
  - 2.º da Tour de Fyen
  - 3.º do campeonato da Dinamarca em estrada
  - 5.º do campeonato do mundo em estrada esperanças
- 2016
  -  Campeão da Dinamarca em estrada
  - Grande Prêmio Horsens
- 2017
  - 3. ª etapa da Volta Internacional de Rodas
  - Volta de Loir e Cher :
    - Classificação geral
      - 4. ª etapa

  - 3.º do Grande Prêmio Herning
  - 3.º do campeonato da Dinamarca em estrada
- 2018
  - Sundvolden GP
  - 5. ª etapa da Volta da Noruega
  - Lillehammer GP
  - 2.º do Ringerike Grande Prêmio
  - 2.º da Volta da Noruega
- 2019
  - Circuito do Ardenas Internacional :
    - Classificação geral
      - 2. ª etapa

  - 3.ª etapa da Tour de Yorkshire

## Classificações mundiais
| Ano              | 2012   | 2013  | 2014  | 2015   | 2016  | 2017  | 2018 |
| UCI America Tour |        |       |       | 128.º. |       |       |      |
| UCI Europe Tour  | 1 141. | 350.º | 991.º | 58.º   | 202.º | 276.º | 78.º |